# Psychologia stosowana
Psychologia stosowana – dziedzina psychologii, która koncentruje się na wykorzystywaniu wyników badań podstawowych do rozwiązywania problemów praktycznych. Prowadzi także badania własne uwzględniające problemy specyficzne dla danej dziedziny zastosowań.
Najbardziej rozwiniętymi działami psychologii stosowanej, zarówno pod względem użyteczności praktycznej, jak i własnych badań specjalistycznych, są: psychologia pracy, psychologia wychowawcza i psychologia kliniczna.